# Soluzione sei
Soluzione sei è un album del cantante italiano Alessio, pubblicato l'8 aprile 2010 dall'etichetta discografica Zeus Record.
I testi delle canzoni sono stati scritti per la maggior parte da Rosario Armani e dallo stesso Alessio, ma nelle 12 tracce figura anche il contributo di Vincenzo D'Agostino.

## Tracce
1. Tu per lui – 3:48 • (Alessio, Rosario Armani)
2. Che vita è – 4:14 • (Alessio )
3. Non ci sono fate – 3:30 • (Alessio, Rosario Armani)
4. 'A solita canzone – 4:19 • (Alessio, Rosario Armani)
5. La superfavola d'amore – 3:46 • (Alessio, Rosario Armani)
6. Soluzione sei – 3:29 • (Alessio, Rosario Armani)
7. Si' nun miett' 'o core – 4:24 • (Alessio, Rosario Armani)
8. Io ti amo – 2:50 • (Alessio, Rosario Armani)
9. Non mi chiamare amore – 4:17 • (Alessio)
10. È vero amore – 3:32 • (Alessio, Rosario Armani)
11. Dimmello pure tu – 4:18 • (Alessio, Rosario Armani)
12. Il tuo nemico peggiore – 3:54 • (Alessio, Vincenzo D'Agostino )